# Hyalocaulus simplex
Hyalocaulus simplex är en svampdjursart som beskrevs av Marshall och Meyer 1877. Hyalocaulus simplex ingår i släktet Hyalocaulus, ordningen Hexactinosida, klassen glassvampar, fylumet svampdjur och riket djur.
Artens utbredningsområde är havet kring Filippinerna. Inga underarter finns listade i Catalogue of Life.